# Pupukea
Pupukea é uma Região censo-designada localizada no estado americano do Havaí, no Condado de Honolulu.

## Demografia
Segundo o censo americano de 2000, a sua população era de 4250 habitantes.

## Geografia
De acordo com o United States Census Bureau tem uma área de 15,8 km², dos quais 8,8 km² cobertos por terra e 7,0 km² cobertos por água.

## Localidades na vizinhança
O diagrama seguinte representa as localidades num raio de 16 km ao redor de Pupukea.